# DM i ishockey for kvinder 1990-91
DM i ishockey for kvinder 1990-91 var turneringen om det andet DM i ishockey for kvinder. Mesterskabet blev vundet af HIK, som vandt DM-titlen for kvinder for anden gang i træk, og som dermed fortsat havde vundet samtlige DM-titler indtil da.
| Guld | Sølv | Bronze |
| --- | ---- | ------ |
| HIK |      |        |
| Kristina Solberg Benedicte Sundberg Lisbeth Asperup Birgitte Andersen Sofie Lund Elisabeth Gaz Tine Lund Helle Brask Sussi Hansen Linda Jensen Susan V. Gregersen Tine Christoffersen Katja Moesgaard Dorte Obel Lisbeth Boldt Ann-Kirstine Fatzbinder Vibeke Mayland Dorthe Nøhr Hanne Jørgensen |      |        |